# Johann Ernst Bergmann
Johann Ernst Bergmann (* 2. Februar 1755 in Pehritzsch; † 25. Februar 1824 in Ebenezer, Effingham County, Georgia) war ein deutscher lutherischer Pfarrer, der über 30 Jahre eine Kirchengemeinde in Georgia (USA) betreute.

## Leben
Johann Ernst Bergmann war der Sohn des Schulmeisters in Pehritzsch. Nachdem die Mutter bei einer Fehlgeburt gestorben war, erzog der Vater die drei Kinder unter ärmlichen Verhältnissen. Mit 16 Jahren erhielt Johann Ernst eine Freistelle an der Fürstenschule Grimma. Nach deren Abschluss studierte er Theologie an der Universität Leipzig. Seine erste Pfarrstelle war in Gatterstädt, einem heutigen Teil der Stadt Querfurt.

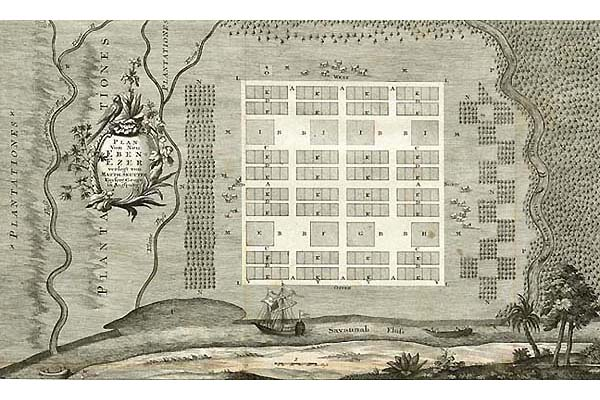
Plan von New Ebenezer

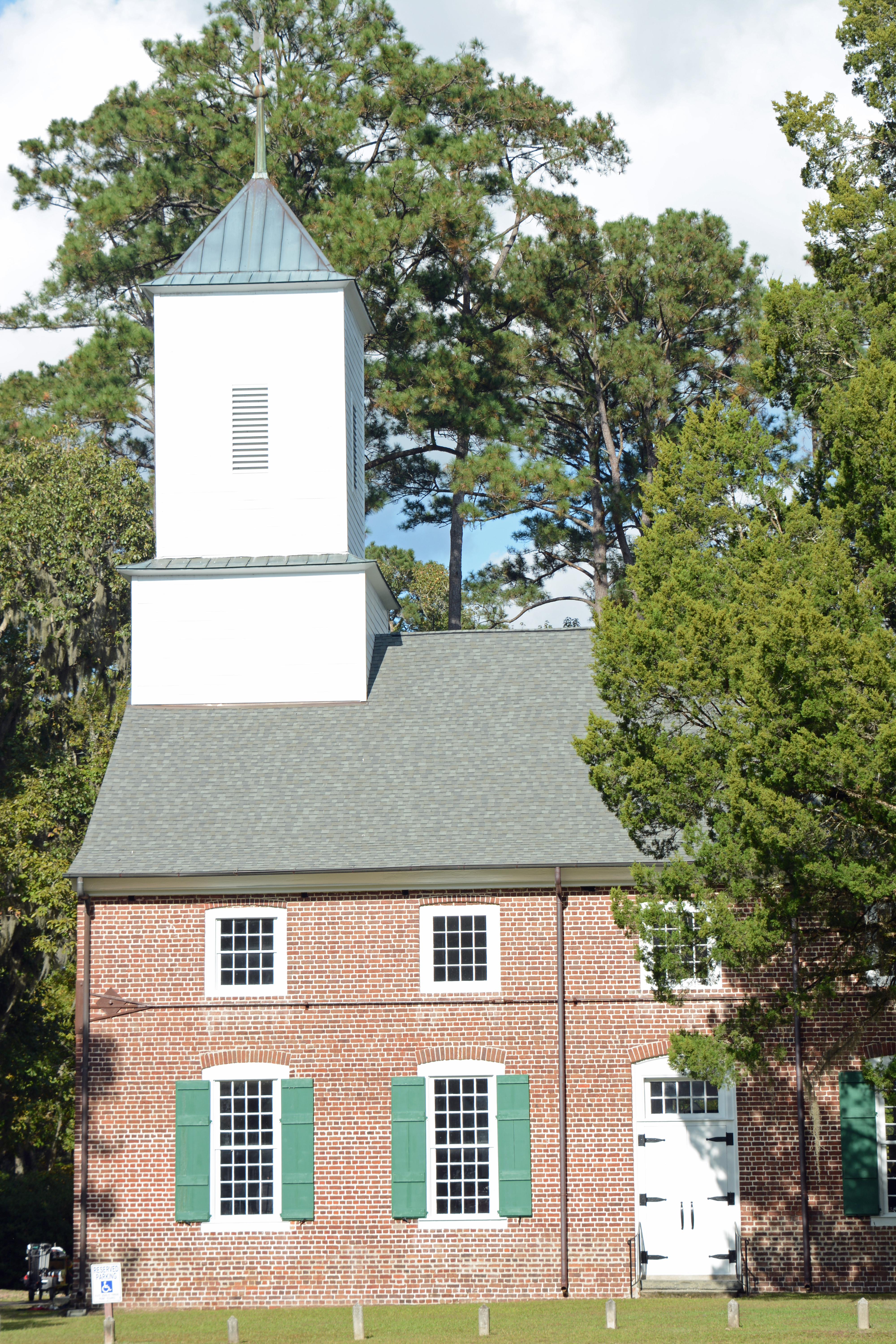
Historische Kirche in Ebenezer (2015)

1786 wurde er vom Halleschen Waisenhaus, das im 18. Jahrhundert Geistliche in verschiedene Länder der Welt delegierte, in eine Gemeinde in den sich entwickelnden Vereinigten Staaten von Amerika geschickt. 1734 hatten evangelische Glaubensflüchtlinge aus dem Erzstift Salzburg in der britischen Kolonie Georgia die Siedlung Ebenezer (nach Eben-Ezer = Stein der Hilfe Gottes) und nach einer Gebietsverlagerung 1736 am Savannah River New Ebenezer mit einer Jerusalem genannten Holzkirche gegründet. Die Überfahrt der Salzburger begleitet und den Aufbau als Pfarrer bis 1765 geleitet hatte der deutsche Pastor Johann Martin Boltzius.
Als Bergmann hier eintraf, fand er den Ort als Folge des Amerikanischen Unabhängigkeitskrieges stark verwüstet vor. Die Gemeinde war nicht zuletzt über die Frage der Sklaverei zerstritten. Die Kirche aber war als Ziegelbau neu entstanden und ist heute die älteste Kirche von Georgia.
Bergmann ging mit Elan seine Aufgabe an, und statt der vorgesehenen sechs Jahre und der Beiordnung weiterer Pfarrer blieb er bis zu seinem Tod der alleinige Pfarrer in Ebenezer. Sein Grabstein steht noch auf dem alten Friedhof von Ebenezer mit der Inschrift „Rev. John E. Bergmann, a native of Peritsch in Saxony“.
Nach Johann Ernst Bergmanns Tod übernahm sein Sohn Christoph Friedrich Bergmann (1793–1832) die Pfarrstelle in Ebenezer.

## Bergmanns Briefe
Die Bedeutung Johann Ernst Bergmanns liegt in den zahlreichen Briefen, die er an seine Vorgesetzten in Halle schrieb. Er berichtete quasi als Außenstehender ungeschminkt und authentisch über die Verhältnisse in Georgia und den jungen Staaten, er kommentierte die Auswirkungen der amerikanischen Freiheitsvorstellungen, die Beziehungen zu den indigenen Völkern und die Praxis der Sklaverei. Damit gab er interessante Einblicke auf die Wurzeln der damals noch jungen Republik, die auch heute noch von Interesse sind. So erschienen 2022 in englischer Übersetzung 62 Briefe, 2024 gefolgt von einer deutschen Ausgabe.